# LSR J1835+3259
Désignations
LSR J1835+3259 est une naine brune de type spectral M8,5 située dans la constellation de la Lyre, à ∼ 18,6 a.l. (∼ 5,7 pc) de la Terre. Sa découverte est publiée en 2003 ; c'est alors la troisième naine brune de type M la plus proche après DENIS J1048-3956 et LP 944-020.
En 2023, une ceinture de radiations est détectée autour de cette naine brune, assez semblable à celles qui entourent Jupiter.